# Friede von Turkmantschai

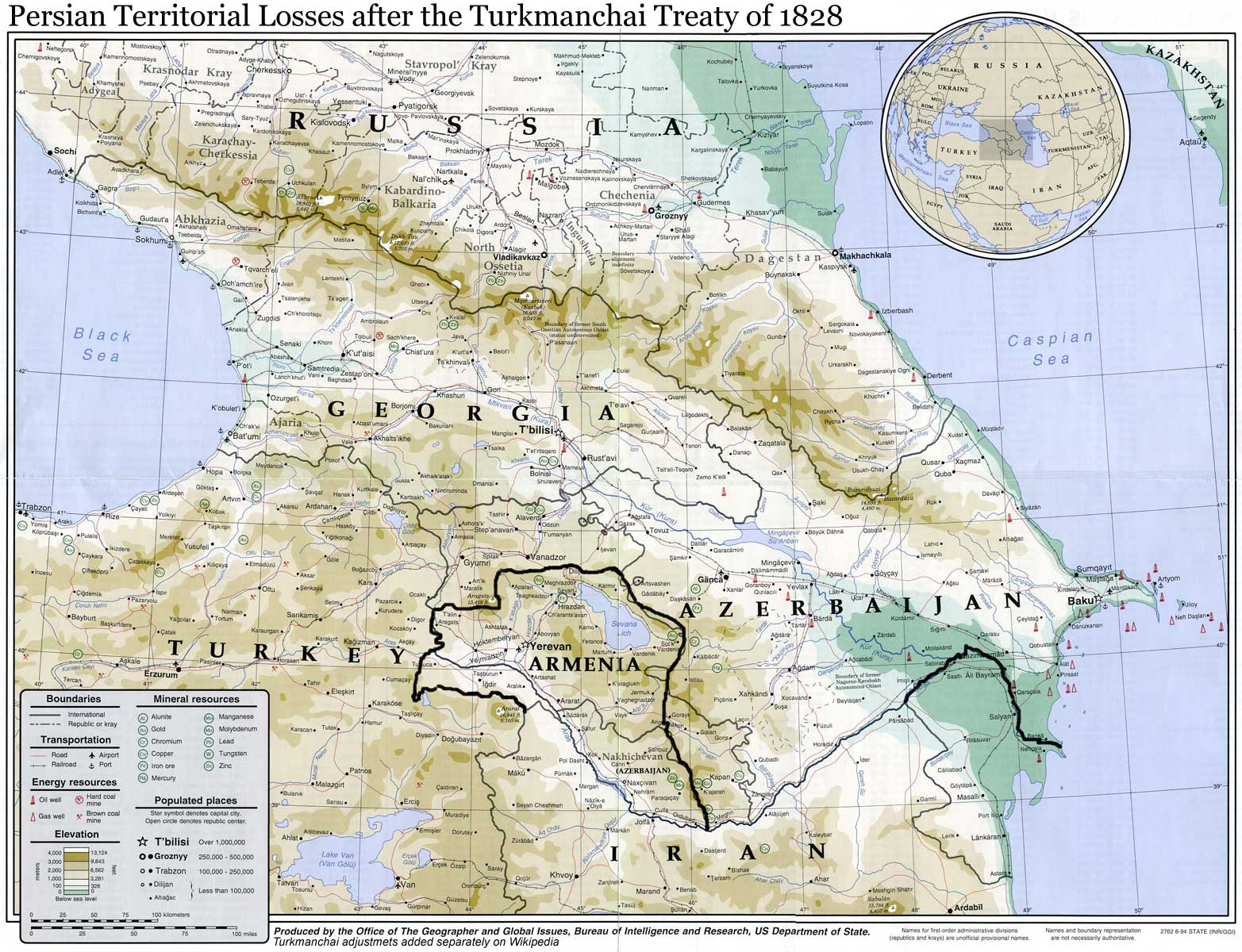
Grenzziehung durch den Frieden von Turkmantschai

Der Friede von Turkmantschai (russisch Туркманчайский договор; persisch عهدنامه ترکمنچای; englisch Treaty of Turkmenchay) ist ein Vertrag, durch den Persien nach dem russisch-persischen Krieg (1826–1828) einige nördlich gelegene Territorien an das Russische Kaiserreich verlor.
Nach seiner erneuten Niederlage im vierten und letzten russisch-persischen Krieg musste der Schah erhebliche Zugeständnisse machen. Der Vertrag wurde am 22. Februar 1828 (10. Februar nach julianischem Kalender) und am 5. Schaban 1243 des islamischen Kalenders im Ort Turkmantschai unterzeichnet, der heute ein Vorort von Mianeh in der Provinz Ost-Aserbaidschan des heutigen Irans ist. Mirza Abol-hasan Khan und Asef o-dowleh, der Kanzler von Fath Ali Schah, verhandelten für die iranische Seite und General Iwan Fjodorowitsch Paskewitsch unterschrieb für Russland.
Wie schon beim Frieden von Gulistan wurden die Perser durch die Russen massiv zur Unterschrift gedrängt und es blieb ihnen auch keine andere Alternative nach der Niederlage von Kronprinz Abbas Mirza. Der russische General drohte, Teheran in fünf Tagen zu erobern, wenn der Vertrag nicht unterzeichnet würde.
Es wurde darin unter anderem Folgendes geregelt
1. Nach Artikel 4 verlor Persien zusätzlich zu jenen Gebieten, die Russland bereits im Friedensvertrag von Gulistan überlassen wurden, die Territorien
  1. Khanat Jerewan, darunter auch Etschmiadsin
  2. Khanat Nachitschewan,
  3. das restliche Khanat Talysch
  4. und die Regionen Ordubad und Mugan (die jetzt zu Aserbaidschan gehören)
2. Der Fluss Aras wurde als Grenze zwischen Persien und Russland festgelegt.
3. Nach Artikel 6 hatte Iran eine Kriegskostenerstattung von 10 Koroor Tomans Gold an Russland zu zahlen.[1] Der Koroor war eine Menge von 500.000 Stück, es war also der Wert von 5 Millionen Goldmünzen zu bezahlen.
4. Nach Artikel 8 verloren die persischen Schiffe das Recht, auf dem Kaspischen Meer und an dessen Küsten zu navigieren; dieses Recht stand alleinig Russland zu.
5. Persien erkannte Kapitulationsrechte von russischen Staatsbürgern in Persien an. Konkret bedeutete dies, dass es keinem persischen Staatsbediensteten erlaubt war, das Gebäude eines russischen Staatsbürgers in Persien zu betreten, ohne zuvor eine Genehmigung bei der russischen Botschaft eingeholt zu haben. Sämtliche rechtlichen Ansprüche an russische Staatsbürger unterlagen der russischen Rechtsprechung.
6. Nach Artikel 10 durfte Russland Konsuln dorthin entsenden, wo es dies auf dem Territorium der Perser wünschte. Ferner wurde Persien auferlegt von Russland konzipierte Wirtschaftsverträge zu schließen.
7. Artikel 13 regelte den Austausch von Kriegsgefangenen.
8. Gemäß Artikel 7 versprach Russland, Abbas Mirza als Thronfolger beim Tod von Fath Ali Schah zu unterstützen (dies erübrigte sich später, weil der Sohn vor dem Vater starb)
9. Persien entschuldigte sich offiziell, Versprechen nicht eingehalten zu haben, die im Vertrag von Gulistan gemacht wurden.
10. Nach Artikel 15 musste Fath Ali Schah zusagen, keine Sezessionsbestrebungen von Khanaten in der Region von Aserbaidschan zu unterdrücken.

In der 1827 kampflos den Russen übergebenen Stadt Choy, die heute in der iranischen Provinz West-Aserbaidschan liegt, wurde nach Friedensschluss eine 3.000 Mann starke russische Garnison stationiert, um eine Garantie für die Zahlung der Kriegsentschädigung zu haben.
Die Islamische Republik Iran betrachtet heute offiziell diesen Vertrag sowie den dafür als Präzedenzfall bewerteten Frieden von Gulistan als die erniedrigendsten Verträge, die er je unterzeichnen musste. Sie sind Ursache dafür, dass Fath Ali Schah als der unfähigste Herrscher in der Geschichte Irans angesehen wird.